# 宋靜秀

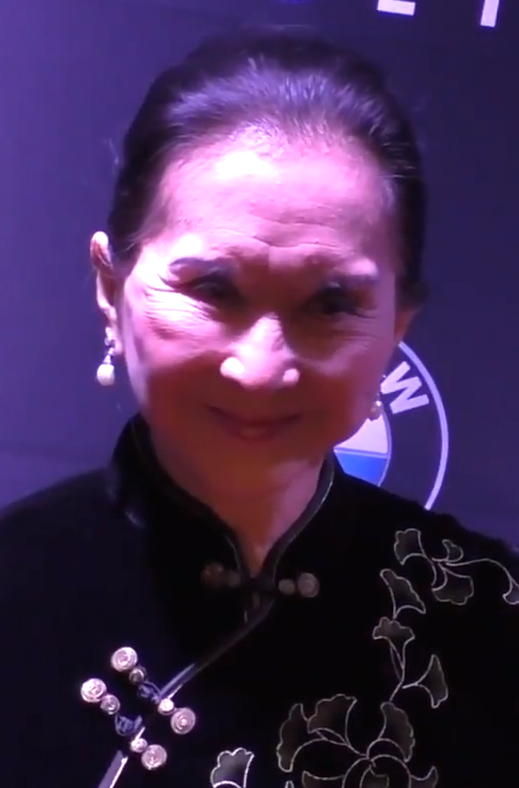
2016年的宋靜秀。

宋靜秀（英語：Lucille Soong，1938年8月15日—）出生北京，22歲移居香港，是位華裔美國電影與電視劇女演員，她曾客串多部系列電視劇，包括在美國廣播公司的黃金時段肥皂劇《绝望的主妇》中擔任常設角，賈柏莉兒·馬爾克斯的女傭－姚琳。 她也在《激情(美劇)》、《All About the Andersons》、《精神病醫師赫夫》、《老公老婆不登對》以及《嘴砲天王》中出演過。
1967年，她在英剧《密諜》第三集中飾演配角賣花女；1969年，又在英剧《加冕街》中飾演比利‧沃克的女友Jasmine Chong，剧中遭受来自比利‧沃克的母親安妮‧沃克的種族霸凌，於是很快和他分了手。這是第一次在该節目中有種族问题出現，并引起讨论。
在2003年的《辣媽辣妹》中，宋靜秀飾演佩佩的母親。其他影視作品包括《成吉思汗》、《喜福會》、《魔鬼英豪》、《浪漫先生》及《九死》。
她近期的角色是热门美劇《菜鳥新移民》（2015年2月4日－2020年2月21日）中的黃奶奶。

## 外部連結
- 宋靜秀在互联网电影资料库（IMDb）上的資料（英文）
- 宋静秀在豆瓣上的资料（简体中文）